# Abbeydorney
Abbeydorney (Iers: Mainistir Ó dThorna) is een plaats in het Ierse graafschap Kerry. Abbeydorney ligt 9 km noordelijk van Tralee, de hoofdplaats van het graafschap Kerry. In 2002 had Abbeydorney 1140 inwoners en is onderdeel van de parochie Abbeydorney/Kilflynn. In het nabijgelegen windmolenpark van Leith staan twee sets van windturbines die 15 en 6,8 MW elektrische energie produceren.

## Geschiedenis

### Abdij van Abbeydorney
De Ierse naam Mainistir Ó dTorna betekent Klooster van de Torna-clan, die verwijst naar de Cisterciënzer Abdij van Abbeydorney, die in 1154 werd gesticht ten noorden van het dorp. De abdij wordt vaak Kyrie Eleison (Grieks voor Heer, ontferm U) genoemd. Het werd ontbonden in 1537.

### Plaats
De plaats die rond de abdij ontstond was voornamelijk afhankelijk van de landbouw en de meeste industrie was hierop gebaseerd. In 1885 werd de Abberdorney GAA club opgericht en in 1895 de Abbeydorney Co-operative Dairy Society. In 1920, tijdens de Ierse Onafhankelijkheidsoorlog, werden de plaatselijke zuivelfabriek en een aantal huizen door brand verwoest. Ze werden door de RIC Auxiliaries en Black and Tans in brand gestoken als represaille maatregel.

## Transport
Op 20 december 1880 werd een spoorwegstation geopend langs de spoorlijn tussen Tralee en Limerick. Op 4 februari 1963 werd het reizigersvervoer stopgezet, waarna tot 1977 nog steeds goederenvervoer mogelijk bleef tussen Tralee en Listowel. Het station werd op 6 februari 1978 gesloten.

## Sport
Er is een sterke GAA traditie in Abbeydorney. Het plaatselijke hurling team is al vier keer kampioen van het graafschap geworden, voor de laatste keer in 1974, en meer recent zijn er successen in de lagere divisies, met kampioenschappen in 1999 en 2008.
Ook het vrouwenvoetbalelftal van Abbeydorney heeft successen geboekt, vooral als leverancier van speelsters aan het Kerry Ladies Team in de jaren 80 en 90 van de vorige eeuw.

## Bekende personen
De vader van zwaargewicht bokser John L. Sullivan, Mike Sullivan, emigreerde vanuit Abbeydorney na de Ierse hongersnood (1845-1850) naar Amerika.